# Женская Лига чемпионов ЕКВ 2011/2012
12-й розыгрыш женской Лиги чемпионов ЕКВ (52-й с учётом Кубка европейских чемпионов) проходил с 29 ноября 2011 по 25 марта 2012 года с участием 20 клубных команд из 11 стран-членов Европейской конфедерации волейбола. Финальный этап был проведён в Баку (Азербайджан). Победителем турнира впервые стала турецкая команда «Фенербахче» (Стамбул).

## Система квалификации
18 мест в Лиге чемпионов 2011/2012 были распределены по рейтингу ЕКВ на 2011 год, учитывающему результаты выступлений клубных команд стран-членов ЕКВ в еврокубках на протяжении трёх сезонов (2007/2008—2009/2010). Согласно ему места в Лиге получают клубы из 11 стран: Италия (3 команды), Россия, Турция, Франция, Польша, Испания (все по 2), Сербия, Румыния, Хорватия, Нидерланды и Германия (по 1 команде). После отказа от участия в Лиге клубов из Испании, Хорватии и Нидерландов три вакантных места получили стоящие в рейтинге ниже Швейцария, Азербайджан и Чехия.
Ещё три вакансии были распределены по специальному приглашению ЕКВ. Их получили Турция, Германия и Азербайджан.

## Команды-участницы
| Страна      | Команда                           |                                                                      |
| ----------- | --------------------------------- | -------------------------------------------------------------------- |
| Италия      | «Фоппапедретти» (Бергамо)         | Чемпион Италии 2011                                                  |
| Италия      | «Вилла-Кортезе»                   | 2-й призёр чемпионата Италии 2011                                    |
| Италия      | «Скаволини» (Пезаро)              | по итогам чемпионата Италии 2011 (3-е место в регулярном первенстве) |
| Турция      | «Фенербахче» (Стамбул)            | Чемпион Турции 2011                                                  |
| Турция      | «Вакыфбанк ТюркТелеком» (Стамбул) | 2-й призёр чемпионата Турции 2011                                    |
| Турция      | «Эджзачибаши» (Стамбул)           | 3-й призёр чемпионата Турции 2011                                    |
| Россия      | «Динамо-Казань» (Казань)          | Чемпион России 2011                                                  |
| Россия      | «Динамо» (Москва)                 | 2-й призёр чемпионата России 2011                                    |
| Франция     | «Расинг Клуб де Канн» (Канны)     | Чемпион Франции 2011                                                 |
| Франция     | АСПТТ «Мюлуз» (Мюлуз)             | 2-й призёр чемпионата Франции 2011                                   |
| Польша      | «Мушинянка-Факро» (Мушина)        | Чемпион Польши 2011                                                  |
| Польша      | «Атом Трефл» (Сопот)              | 2-й призёр чемпионата Польши 2011                                    |
| Сербия      | «Црвена Звезда» (Белград)         | Чемпион Сербии 2011                                                  |
| Румыния     | «Томис» (Констанца)               | Чемпион Румынии 2011                                                 |
| Германия    | «Шверинер» (Шверин)               | Чемпион Германии 2011                                                |
| Германия    | «Дрезднер» (Дрезден)              | 2-й призёр чемпионата Германии 2011                                  |
| Швейцария   | «Волеро» (Цюрих)                  | Чемпион Швейцарии 2011                                               |
| Азербайджан | «Рабита» (Баку)                   | Чемпион Азербайджана 2011                                            |
| Азербайджан | «Азеррейл» (Баку)                 | 2-й призёр чемпионата Азербайджана 2011                              |
| Чехия       | «Модржанска» (Простеёв)           | Чемпион Чехии 2011                                                   |

## Система проведения розыгрыша
Соревнования состоят из предварительного этапа, двух раундов плей-офф и финального этапа. На предварительном этапе 20 команд-участниц разбиты на 5 групп. В группах команды играют с разъездами в два круга. За победы со счётом 3:0 и 3:1 команды получают по 3 очка, за победы 3:2 — по 2 очка, за поражения 2:3 — по 1 очку, за поражения 0:3 и 1:3 очки не начисляются. В 1/8-финала плей-офф выходят по три лучшие команды из групп, а также одна команда, имеющая лучшие показатели из числа занявших в группах последние места.
16 команд-участниц 1/8-финала плей-офф делятся на пары и проводят между собой по два матча с разъездами. Победителем пары выходит команда, одержавшая две победы. В случае равенства побед в независимости от соотношения партий по сумме двух матчей назначается дополнительный сет, победивший в котором выходит в четвертьфинал плей-офф.
8 команд-участниц 1/4-финала плей-офф по такой же системе определяют четырёх участников финального этапа.
Финальный этап проводится в формате «финала четырёх» — полуфинал и два финала (за 3-е и 1-е места).

## Предварительный этап
В колонках В (выигрыши) в скобках указано число побед со счётом 3:2, в колонке П (поражения) — поражений со счётом 2:3.

### Группа А
| М | Команда                     | 1       | 2       | 3       | 4       | И | В    | П    | С/П   | О  |
| - | --------------------------- | ------- | ------- | ------- | ------- | - | ---- | ---- | ----- | -- |
| 1 | «Расинг Клуб де Канн» Канны |         | 3:1     | 3:1 3:2 | 3:0     | 6 | 6(1) | 0    | 18:5  | 17 |
| 2 | «Эджзачибаши» Стамбул       | 1:3     |         | 3:2 3:1 | 3:1 3:2 | 6 | 4(2) | 2    | 14:12 | 10 |
| 3 | «Вилла-Кортезе»             | 1:3 2:3 | 2:3 1:3 |         | 3:1 3:0 | 6 | 2    | 4(2) | 12:13 | 8  |
| 4 | «Шверинер» Шверин           | 0:3     | 1:3 2:3 | 1:3 0:3 |         | 6 | 0    | 6(1) | 4:18  | 1  |

29.11: Шверинер — Эджзачибаши 1:3 (25:18, 14:25, 22:25, 20:25).
29.11: РК де Канн — Вилла-Кортезе 3:1 (25:21, 25:20, 23:25, 25:21).
6.12: Эджзачибаши — РК де Канн 1:3 (25:23, 23:25, 18:25, 20:25).
6.12: Вилла-Кортезе — Шверинер 3:1 (21:25, 25:21, 25:17, 25:15).
14.12: Вилла-Кортезе — Эджзачибаши 2:3 (25:16, 14:25, 25:23, 19:25, 13:15).
15.12: РК де Канн — Шверинер 3:0 (25:11, 25:14, 25:15).
20.12: Шверинер — РК де Канн 0:3 (21:25, 20:25, 17:25).
22.12: Эджзачибаши — Вилла-Кортезе 3:1 (25:14, 25:13, 22:25, 25:20).
10.01: Шверинер — Вилла-Кортезе 0:3 (21:25, 22:25, 17:25).
11.12: РК де Канн — Эджзачибаши 3:1 (25:22, 25:19, 22:25, 25:21).
17.01: Эджзачибаши — Шверинер 3:2 (29:31, 25:20, 25:21, 22:25, 15:12).
17.01: Вилла-Кортезе — РК де Канн 2:3 (16:25, 26:24, 22:25, 25:16, 9:15).

### Группа В
| М | Команда              | 1       | 2       | 3       | 4       | И | В | П | С/П  | О  |
| - | -------------------- | ------- | ------- | ------- | ------- | - | - | - | ---- | -- |
| 1 | «Фенербахче» Стамбул |         | 3:0 1:3 | 3:0 3:1 | 3:0     | 6 | 5 | 1 | 16:4 | 15 |
| 2 | «Рабита» Баку        | 0:3 3:1 |         | 3:0     | 3:0     | 6 | 5 | 1 | 15:4 | 15 |
| 3 | «Дрезднер» Дрезден   | 0:3 1:3 | 0:3     |         | 1:3 3:0 | 6 | 1 | 5 | 5:15 | 3  |
| 4 | АСПТТ «Мюлуз» .      | 0:3     | 0:3     | 3:1 0:3 |         | 6 | 1 | 5 | 3:16 | 3  |

30.11: Фенербахче — Дрезднер 3:0 (25:16, 25:19, 25:21).
1.12: Рабита — АСПТТ Мюлуз 3:0 (25:15, 25:13, 25:21).
6.12: АСПТТ Мюлуз — Фенербахче 0:3 (20:25, 19:25, 18:25).
7.12: Дрезднер — Рабита 0:3 (22:25, 19:25, 21:25).
14.12: Дрезднер — АСПТТ Мюлуз 1:3 (25:15, 20:25, 22:25, 23:25).
15.12: Фенербахче — Рабита 3:0 (25:20, 29:27, 25:18).
20.12: Рабита — Фенербахче 3:1 (25:27, 27:25, 25:20, 25:17).
20.12: АСПТТ Мюлуз — Дрезднер 0:3 (23:25, 18:25, 11:25).
10.01: Рабита — Дрезднер 3:0 (25:17, 25:17, 25:16).
11.12: Фенербахче — АСПТТ Мюлуз 3:0 (25:17, 25:16, 25:12).
17.01: Дрезднер — Фенербахче 1:3 (23:25, 25:21, 15:25, 19:25).
17.01: АСПТТ Мюлуз — Рабита 0:3 (16:25, 20:25, 17:25).

### Группа С
| М | Команда                | 1       | 2   | 3       | 4       | И | В     | П     | С/П   | О  |
| - | ---------------------- | ------- | --- | ------- | ------- | - | ----- | ----- | ----- | -- |
| 1 | «Динамо-Казань» Казань |         | 3:0 | 3:1     | 3:2 1:3 | 6 | 5 (1) | 1     | 16:7  | 14 |
| 2 | «Атом Трефл» Сопот     | 0:3     |     | 3:2     | 3:0     | 6 | 4 (2) | 2     | 12:10 | 10 |
| 3 | «Волеро» Цюрих         | 1:3     | 2:3 |         | 3:1 3:0 | 6 | 2     | 4 (2) | 12:13 | 8  |
| 4 | «Модржанска» Простеёв  | 2:3 3:1 | 0:3 | 1:3 0:3 |         | 6 | 1     | 5 (1) | 6:16  | 4  |

30.11: Динамо-Казань — Модржанска 3:2 (23:25, 20:25, 25:18, 25:15, 15:11).
30.11: Волеро — Атом Трефл 2:3 (25:19, 25:14, 14:25, 15:25, 9:15).
7.12: Модржанска — Волеро 1:3 (21:25, 12:25, 25:15, 15:25).
7.12: Атом Трефл — Динамо-Казань 0:3 (15:25, 19:25, 23:25).
13.12: Атом Трефл — Модржанска 3:0 (25:21, 25:14, 25:20).
15.12: Волеро — Динамо-Казань 1:3 (25:22, 23:25, 22:25, 18:25).
21.12: Модржанска — Атом Трефл 0:3 (21:25, 25:27, 17:25).
21.12: Динамо-Казань — Волеро 3:1 (25:16, 19:25, 25:20, 25:18).
11.01: Динамо-Казань — Атом Трефл 3:0 (25:21, 25:16, 25:23).
11.12: Волеро — Модржанска 3:0 (25:21, 25:21, 25:20).
17.01: Модржанска — Динамо-Казань 3:1 (25:18, 25:20, 22:25, 25:19).
17.01: Атом Трефл — Волеро 3:2 (25:16, 23:25, 25:22, 22:25, 15:10).

### Группа D
| М | Команда                          | 1       | 2       | 3       | 4       | И | В     | П     | С/П   | О  |
| - | -------------------------------- | ------- | ------- | ------- | ------- | - | ----- | ----- | ----- | -- |
| 1 | «Вакыфбанк Тюрк Телеком» Стамбул |         | 0:3 3:2 | 3:0 3:1 | 3:0     | 6 | 5 (1) | 1     | 15:6  | 14 |
| 2 | «Азеррейл» Баку                  | 3:0 2:3 |         | 3:1 1:3 | 3:0     | 6 | 4     | 2 (1) | 15:7  | 13 |
| 3 | «Фоппапедретти» Бергамо          | 0:3 1:3 | 1:3 3:1 |         | 2:3 3:0 | 6 | 2     | 4 (1) | 10:13 | 7  |
| 4 | «Томис» Констанца                | 0:3     | 0:3     | 3:2 0:3 |         | 6 | 1 (1) | 5     | 3:17  | 2  |

29.11: Томис — Азеррейл 0:3 (19:25, 18:25, 22:25).
30.11: Фоппапедретти — Вакыфбанк Тюрк Телеком 0:3 (14:25, 20:25, 17:25).
7.12: Азеррейл — Фоппапедретти 3:1 (25:15, 25:19, 22:25, 25:22.
8.12: Вакыфбанк Тюрк Телеком — Томис 3:0 (25:20, 25:19, 25:16).
13.12: Томис — Фоппапедретти 3:2 (25:19, 18:25, 17:25, 26:24, 15:11).
14.12: Азеррейл — Вакыфбанк Тюрк Телеком 3:0 (25:23, 25:21, 26:24).
20.12: Вакыфбанк Тюрк Телеком — Азеррейл 3:2 (21:25, 25:14, 25:23, 2025, 15:12).
22.12: Фоппапедретти — Томис 3:0 (25:11, 25:23, 25:22).
10.01: Томис — Вакыфбанк Тюрк Телеком 0:3 (18:25, 19:25, 23:25).
12.12: Фоппапедретти — Азеррейл 3:1 (25:23, 25:18, 22:25, 25:21).
17.01: Азеррейл — Томис 3:0 (25:20, 25:16, 27:25).
17.01: Вакыфбанк Тюрк Телеком — Фоппапедретти 3:1 (25:13 25:20, 18:25, 25:20).

### Группа Е
| М | Команда                  | 1       | 2       | 3       | 4       | И | В     | П     | С/П   | О  |
| - | ------------------------ | ------- | ------- | ------- | ------- | - | ----- | ----- | ----- | -- |
| 1 | «Динамо» Москва          |         | 0:3 3:0 | 2:3 3:1 | 3:0 3:1 | 6 | 4     | 2 (1) | 14:8  | 13 |
| 2 | «Скаволини» Пезаро       | 3:0 0:3 |         | 1:3 3:0 | 3:0     | 6 | 4     | 2     | 13:6  | 12 |
| 3 | «Мушинянка-Факро» Мушина | 3:2 1:3 | 3:1 0:3 |         | 3:0 3:1 | 6 | 0 (1) | 2     | 13:10 | 11 |
| 4 | «Црвена Звезда» Белград  | 0:3 1:3 | 0:3     | 0:3 1:3 |         | 6 | 0     | 2     | 1:16  | 0  |

30.11: Мушинянка — Црвена Звезда 3:0 (25:17, 25:23, 25:18).
1.12: Скаволини — Динамо 3:0 (25:21, 25:17, 25:19).
7.12: Црвена Звензда — Скаволини 0:3 (10:25, 23:25, 13:25).
8.12: Динамо — Мушинянка-Факро 2:3 (25:23, 26:28, 25:15, 15:25, 8:15).
14.12: Динамо — Црвена Звезда 3:0 (25:17, 25:14, 25:19).
15.12: Скаволини — Мушинянка-Факро 1:3 (22:25, 25:20, 26:24, 20:25).
21.12: Црвена Звезда — Динамо 1:3 (18:25, 25:23, 21:25, 14:25).
21.12: Мушинянка-Факро — Скаволини 0:3 (23:25, 22:25, 26:28).
11.01: Мушинянка-Факро — Динамо 1:3 (22:25, 19:25, 25:19, 18:25).
12.12: Скаволини — Црвена Звезда 3:0 (25:23, 25:17, 25:22).
17.01: Црвена Звезда — Мушинянка-Факро 1:3 (15:25, 15:25, 26:24, 17:25).
17.01: Динамо — Скаволини 3:0 (26:24, 25:18, 25:20).

### Итоги
По итогам предварительного этапа в 1/8 плей-офф вышли по три лучшие команды из групп, а также чешская «Модржанска» (лучшая из числа занявших в группах последние места).

## Плей-офф

### 1/8-финала
«Модржанска» (Простеёв) —  «Фенербахче» (Стамбул)
1 февраля. 1:3 (25:23, 23:25, 17:25, 16:25).
9 февраля. 0:3 (25:27, 19:25, 14:25).
 «Атом Трефл» (Сопот) —  «Рабита» (Баку)
1 февраля. 3:1 (22:25, 25:22, 25:20, 26:24).
9 февраля. 1:3 (25:21, 14:25, 20:25, 20:25). Экстра-сет 6:15.
 «Дрезднер» (Дрезден) —  «Динамо-Казань» (Казань)
1 февраля. 0:3 (12:25, 20:25, 13:25).
9 февраля. 0:3 (22:25, 16:25, 16:25).
 «Волеро» (Цюрих) —  «Азеррейл» (Баку)
1 февраля. 1:3 (19:25, 25:22, 24:26, 16:25).
8 февраля. 0:3 (17:25, 18:25, 14:25).
 «Вилла-Кортезе» —  «Динамо» (Москва)
1 февраля. 3:2 (25:20, 25:18, 18:25, 23:25, 15:12).
9 февраля. 3:0 (25:15, 25:22, 25:23).
 «Мушинянка-Факро» (Мушина) —  «Расинг Клуб де Канн» (Канны)
2 февраля. 0:3 (19:25, 18:25, 19:25).
7 февраля. 0:3 (22:25, 18:25, 16:25).
 «Эджзачибаши» (Стамбул) —  «Вакыфбанк Тюрк Телеком» (Стамбул)
2 февраля. 1:3 (22:25, 21:25, 25:20, 20:25).
9 февраля. 2:3 (25:20, 22:25, 25:22, 21:25, 13:15).
 «Фоппапедретти» (Бергамо) —  «Скаволини» (Пезаро)
2 февраля. 3:0 (25:16, 25:20, 25:22).
9 февраля. 3:1 (25:14, 24:26, 25:17, 27:25).

### Четвертьфинал
«Рабита» (Баку) —  «Фенербахче» (Стамбул)
22 февраля. 0:3 (13:25, 24:26, 19:25).
29 февраля. 0:3 (20:25, 17:25, 20:25).
 «Динамо-Казань» (Казань) —  «Азеррейл» (Баку)
22 февраля. 3:1 (22:25, 25:23, 25:22, 25:21).
28 февраля. 0:3 (21:25, 23:25, 11:25). Экстра-сет 15:10.
 «Вакыфбанк Тюрк Телеком» (Стамбул) —  «Расинг Клуб де Канн» (Канны)
23 февраля. 3:0 (25:23, 25:21, 25:11).
1 марта. 2:3 (25:19, 14:25, 25:16, 21:25, 15:17). Экстра-сет 16:18.
 «Вилла-Кортезе» —  «Фоппапедретти» (Бергамо)
23 февраля. 3:1 (21:25, 25:15, 25:20, 25:19).
29 февраля. 2:3 (24:26, 27:25, 18:25, 25:20, 16:18). Экстра-сет 15:11.

## Финал четырёх
24—25 марта 2012.  Баку.
Участники:
 «Фенербахче» (Стамбул) 

 «Динамо-Казань» (Казань)

 «Вилла-Кортезе»

 «Расинг Клуб де Канн» (Канны)

### Полуфинал
24 марта
 «Фенербахче» —  «Динамо-Казань»
3:1 (17:25, 25:23, 25:17, 25:18)
 «Расинг Клуб де Канн» —  «Вилла-Кортезе»
3:1 (25:17, 26:24, 27:29, 25:15)

### Матч за 3-е место
25 марта
 «Динамо-Казань» —  «Вилла-Кортезе»
3:1 (25:13, 25:17, 24:26, 25:23)

### Финал
| 25 марта 2012 | \| «Фенербахче» (Стамбул) \| 3:0 cev.eu \| «Расинг Клуб де Канн» (Канны) \| \| Наз Айдемир (10) Логан Том (9) Фабиана Клаудино (10) Любовь Соколова (8) Ким Ён Гун (23) Эда Эрдем (12) Нихан Гюнейлигиль (либеро) \| Голы \| Татьяна Козлова (4) Милена Рашич (9) Надя Чентони (10) Тина Липицер-Самец (8) Виктория Равва (12) Ана Антониевич (4) Паола Кардулло (либеро) Александра Фомина Елена Лозанчич Амадея Дуракович \| | Баку СКК имени Гейдара Алиева |
| Счёт по партиям — 25:14, 25:22, 25:20. Время матча — 1 час 16 минут. Судьи: З.Белич, Х.Крафт.                                      | | |
| «Фенербахче» (Стамбул) | 3:0 cev.eu | «Расинг Клуб де Канн» (Канны) |
| Наз Айдемир (10) Логан Том (9) Фабиана Клаудино (10) Любовь Соколова (8) Ким Ён Гун (23) Эда Эрдем (12) Нихан Гюнейлигиль (либеро) | Голы | Татьяна Козлова (4) Милена Рашич (9) Надя Чентони (10) Тина Липицер-Самец (8) Виктория Равва (12) Ана Антониевич (4) Паола Кардулло (либеро) Александра Фомина Елена Лозанчич Амадея Дуракович |

### Итоги

#### Положение команд
| «Фенербахче» (Стамбул)        |
| «Расинг Клуб де Канн» (Канны) |
| «Динамо-Казань» (Казань)      |
| 4. «Вилла-Кортезе»            |

#### Призёры
«Фенербахче» (Стамбул): Фабиана Клаудино, Нихан Гюнейлигиль, Сенийе-Мерве Далбелер, Любовь Соколова, Ягмур Коджигыт, Дуйгу Баль, Седа Токатиоглу, Ким Ён Гун, Наз Айдемир, Зейнеп-Седа Эрйюз, Эда Эрдем-Дюндар, Логан Том. Главный тренер — Жозе Роберто Гимарайнс (Зе Роберто).
  «Расинг Клуб де Канн» (Канны): Тина Липицер-Самец, Амадея Дуракович, Татьяна Козлова, Ана Антониевич, Лорьян Делабарр, Софи Перон, Александра Фомина, Паола Кардулло, Виктория Равва, Надя Чентони, Милена Рашич, Елена Лозанчич. Главный тренер — Янь Фан.
  «Динамо-Казань» (Казань): Мария Борисенко, Ирина Кузнецова, Леся Махно, Ольга Хржановская, Елена Пономарёва, Мария Белобородова, Джордан Ларсон, Екатерина Гамова, Марина Бабешина, Елена Ежова, Екатерина Уланова, Регина Мороз. Главный тренер — Ришат Гилязутдинов.

#### Индивидуальные призы
MVP: Ким Ён Гун («Фенербахче»)
Лучшая нападающая: Сара Павэн («Вилла-Кортезе»)
Лучшая блокирующая: Мария Борисенко («Динамо-Казань»)
Лучшая на подаче: Макэйр Уилсон («Вилла-Кортезе»)
Лучшая на приёме: Джордан Ларсон («Динамо-Казань»)
Лучшая связующая: Наз Айдемир («Фенербахче»)
Лучшая либеро: Паола Кардулло («Расинг Клуб де Канн»)
Самая результативная: Ким Ён Гун («Фенербахче»)